# Oblężenie Shrewsbury
Oblężenie Shrewsbury – udane oblężenie zamku i miasta Shrewsbury w Anglii przez wojska króla Stefana z Blois w 1138.
Po śmierci króla Henryka I doszło do wojny domowej o koronę, gdyż część baronów sprzeciwiła się woli zmarłego władcy, aby następcą została kobieta, córka Henryka Matylda, i poparła jej krewnego – Stefana z Blois, który wykorzystał wahania Matyldy i koronował się.
Od 1137 trwała już jednak otwarta wojna pomiędzy stronnictwami. Latem 1138 król Stefan, w ramach pacyfikacji kraju, prowadził kampanię w zachodniej Anglii i w końcu lipca stanął pod Shrewsbury, aby pojmać kilku stronników cesarzowej. Załoga pobliskiego zamku nie zamierzała się poddać mimo znacznej przewagi króla i rozpoczęło się oblężenie.
Prawdopodobnie w tym czasie twierdzę zdążyli już opuścić William FitzAlan wraz z rodziną i Fulko Adeney, gdyż po zdobyciu zamku nie odnaleziono ich tam. Oblężenie wzmogło się wkrótce, gdyż król chciał jak najszybciej opanować Shrewsbury. W tym celu zaczęto wznosić machiny oblężnicze oraz wypełniono rów fosy znacznymi stosami drewna, które na rozkaz Stefana podpalono. Dym znacznie zmniejszył widoczność i ograniczył możliwość skutecznej obrony. Dzięki temu oblegającym udało się wyłamać wrota zamku i opanować fortecę, ponosząc niewielkie straty.
Według kronikarza Jana z Worcester do niewoli dostało się 94 obrońców, w tym Arnulf z Hesdint. Wszyscy oni zostali powieszeni na zamku z woli Stefana, którego przekonał do tego jego doradca, Adam Courcelle. Według innej wersji powieszono jednak jedynie pięciu wyższych rangą żołnierzy. Samo miasto oszczędzono.
Po krótkim pobycie w Shrewsbury, król zebrał oddziały i pomaszerował na Wareham.